# Armancourt (Somme)
Armancourt település Franciaországban, Somme megyében. Lakosainak száma 33 fő (2022. január 1.). Armancourt Dancourt-Popincourt, L’Échelle-Saint-Aurin, Grivillers és Marquivillers községekkel határos.

## Népesség
A település népességének változása:
| Lakosok száma | 23   | 29   | 31   | 33   | 32   | 31   | 30   | 30   | 33   |
|               | 2013 | 2015 | 2016 | 2017 | 2018 | 2019 | 2020 | 2021 | 2022 |